# 程利翔
程利翔，中华人民共和国政治人物、全国脱贫攻坚先进个人。

## 生平
程利翔任固阳县金山镇党委书记。因在脱贫攻坚战中作出突出贡献，2021年2月25日全国脱贫攻坚总结表彰大会上，程利翔被授予“全国脱贫攻坚先进个人”。